# X87

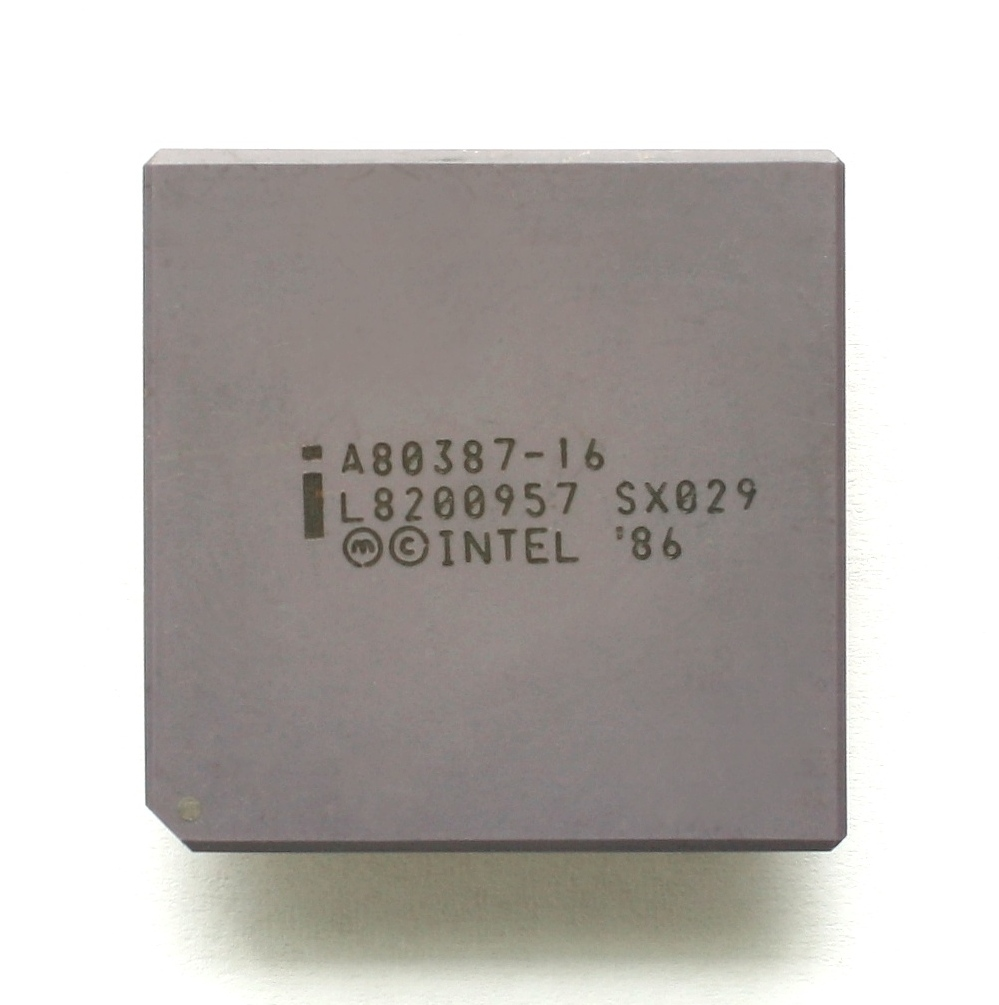
Intel 80387-16

x87 – zestaw instrukcji matematycznych procesorów z rodziny x86. Nazwa wzięła się z tego, że dawniej istniał osobny układ odpowiedzialny za te instrukcje, a jego nazwa kodowa kończyła się właśnie cyframi 87.
Zestaw tych instrukcji nie jest wymagany do działania, jednakże może skrócić czas wykonywania pewnych specyficznych operacji, np. obliczanie wartości sinus i cosinus. Aktualnie wszystkie procesory są wyposażone w ten zestaw instrukcji.
Pierwszym procesorem Intela posiadającym wbudowany układ x87 był 80486DX.

## 80387
Intel 80387 był koprocesorem arytmetycznym dla procesorów serii Intel 80386.
Procesor ten jest pierwszym zgodnym z IEEE 754 i pierwszym 32-bitowym. Powstały dwie wersje: i387DX z magistralą danych 32 bitową oraz i387SX z magistralą 16 bitową.